# Tudorel Toader
Tudorel Toader (n. 25 martie 1960, Vulturu, Vrancea, România) este un magistrat român care a ocupat funcția de ministru al Justiției în guvernele Grindeanu, Tudose și Dăncilă din februarie 2017 până în aprilie 2019. Tudorel Toader a deținut două mandate succesive de judecător al Curții Constituționale între 2006 și 2016 și îndeplinește din 2016 funcția de rector al Universității „Alexandru Ioan Cuza” din Iași (autosuspendat pe perioada exercitării mandatului de ministru).

## Biografie
Tudorel Toader s-a născut pe 25 martie 1960 în Vulturu, județul Vrancea. Potrivit propriului CV, Toader a absolvit în 1979 liceul de matematică–fizică „Unirea” din Focșani. În clasa a XII-a, Toader a fost premiat pentru articole de propagandă ceaușistă. Între anii 1982–1986 a urmat cursurile Facultății de Drept din cadrul Universității „Alexandru Ioan Cuza” din Iași, pe care a absolvit-o ca șef de promoție. După absolvirea facultății, a fost numit procuror la Procuratura Locală Panciu.
Tudorel Toader a deținut poziții importante în structura U.T.C. și P.C.R. din Vrancea și Iași. A ocupat atât funcția de secretar al Biroului Organizației de Bază al UTC la Liceul „Unirea” din Focșani (1975–1979), cât și pe cea de secretar al Biroului Organizației de Bază al Asociației Studenților Comuniști de la Facultatea de Drept din Iași (1982–1986). A devenit membru cu drepturi depline în PCR în noiembrie 1984. În perioada 1986–1989 este membru al Organizației PCR–Justiție la Procuratura Locală Panciu. Structura PCR a Procuraturii Locale Panciu se subordona pe orizontală Comitetului Orășenesc Panciu al PCR, iar pe linie verticală Sectorului pentru Probleme Speciale Vrancea al PCR care dirija și controla activitatea organizațiilor de bază ale Securității, Justiției, Miliției și Armatei din județul Vrancea. În august 1989, conducerea Comitetului Orășenesc Panciu a PCR îl propune pe Tudorel Toader pentru funcția de secretar al Biroului Organizației de Bază Procuratură–Justiție. După frecventarea cursurilor Universității Politice de Conducere în 1989, Tudorel Toader este încadrat ca propagandist PCR la cercul de învățământ politico-ideologic de la Consiliul Popular al orașului Panciu.
În anul 1990, a fost angajat ca asistent universitar la Facultatea de Drept a Universității „Alexandru Ioan Cuza” din Iași. De asemenea, în anul 1991 a promovat examenul de avocat în cadrul Baroului Iași. A obținut titlul de doctor în științe juridice, specializarea Drept procesual penal. Cu timpul a parcurs toate treptele didactice până la gradul de profesor universitar. Toader a fost membru al mai multor foruri ale universității ieșene, iar în perioada 2004–2016 a fost decan al Facultății de Drept la care, de-a lungul carierei sale universitare, a predat criminologie, drept penal român și drept penal european. Între 2005 și 2016 a fost directorul Școlii doctorale a facultății. Toader a făcut parte din comisia de doctorat a Laurei Codruța Kövesi. Începând cu anul 2016, a fost rector la Universitatea „Alexandru Ioan Cuza” din Iași, funcție din care s-a suspendat, începând cu 24 februarie 2017, pe perioada exercitării mandatului de ministru al justiției.
În anul 2004, a absolvit un curs postuniversitar la Colegiul Național de Apărare. Toader este membru în CNATDCU, Consiliul științific al Institutului Național al Magistraturii (INM), Asociația Internațională de Drept Penal (AIDP), Comitetul de direcție al Asociației Române de Științe Penale (ARSP), Asociația Română de Drept Constituțional (ARDC), Consiliul științific al Institutului de Cercetări Juridice „Acad. Andrei Rădulescu” (ICJ) și Agenția Națională a Cercetării Științifice (ANCS). În perioada 2014-2022, Tudorel Toader a fost  unul dintre cei doi membri români ai Comisiei de la Veneția. De asemenea, Toader face parte din colegiile de redacție a numeroase publicații juridice, printre care Revista de Drept Penal (din 1998) și Journal of Eastern European Criminal Law.

## Carieră

### Judecător al CCR
În anul 2006, Tudorel Toader a fost numit de către Camera Deputaților pentru a ocupa demnitatea de judecător la Curtea Constituțională a României, până la data de 7 iulie 2007, pentru durata restantă a mandatului, în locul devenit vacant ca urmare a demisiei judecătorului Constantin Doldur la 7 aprilie 2006. Numirea sa ca judecător a fost propusă de către Grupul parlamentar al Partidului Național Liberal. În ședința Camerei Deputaților din 3 octombrie 2006, din cei 208 deputați prezenți toți au votat pentru numirea lui Toader. A fost învestit în această funcție la 6 octombrie 2006. În perioada în care a fost judecător la CCR, a demisionat din Barou. Tot în 2006, Tudorel Toader a fost avocatul prefectului de Iași Radu Prisăcaru și l-a reprezentat în fața instanței în momentul în care DNA a cerut arestarea sa preventivă. La data de 13 iulie 2007 a depus jurământul pentru un mandat de nouă ani, care a expirat în 2016. Alături de Ion Predescu și Acsinte Gaspar, Tudorel Toader a făcut opinie separată la decizia CCR de invalidare a referendumului din 2012 pentru demiterea președintelui Traian Băsescu. Cei trei au declarat că nu au fost consultați la elaborarea eratei în baza căreia plebiscitul a fost invalidat.

### Ministru al Justiției
A fost învestit în funcția de ministru al justiției în Guvernul Sorin Grindeanu, la 23 februarie 2017. La 15 iunie, și-a înaintat demisia din funcție, în semn de solidaritate cu majoritatea membrilor Cabinetului Grindeanu, care-și prezentaseră demisia cu o zi mai devreme. La 21 iunie, Guvernul Grindeanu a fost demis prin moțiune de cenzură. Tudorel Toader a fost propus ministru al justiției, la 28 iunie în același an, în Guvernul Mihai Tudose, fiind învestit în funcție a doua zi. La 15 ianuarie 2018, Mihai Tudose și-a înaintat demisia din funcția de prim-ministru al României, după retragerea sprijinului politic în cadrul Comitetului Executiv Național al PSD. Toader a fost din nou nominalizat pentru funcția de ministru al justiției în Guvernul Viorica Dăncilă, pe 26 ianuarie 2018. Nominalizarea lui a fost susținută de ALDE, partid aflat în coaliția de guvernare din decembrie 2016. Noul cabinet a primit votul de încredere al Parlamentului pe 29 ianuarie.
Pe durata mandatului său, Federația Sindicatelor din Administrația Națională a Penitenciarelor a reclamat insistent plata orelor suplimentare pentru angajații Administrației afiliați sindicatelor din Federație. În martie 2018, acestea au organizat un miting și un marș de protest, în vară ajungând să depună plângeri penale împotriva ministrului pentru abuz în serviciu și restricționarea dreptului de reprezentare sindicală. Ulterior, Ministerul Justiției a dat lămuriri, anunțând că Tudorel Toader „a fost în concediu” și că a semnat în cele din urmă ordinul prin care se alocă drepturile revendicate.
Toader a fost un promotor al relaxării legislației pe abuzul în serviciu și a susținut în repetate rânduri modificările la Codul penal și Codul de procedură penală care au fost primite cu critici din partea președintelui Klaus Iohannis, magistraților, Comisiei Europene și Departamentului de Stat al SUA. De asemenea, Toader a fost inițiatorul procedurii de revocare din funcție a procurorului-șef DNA, Laura Codruța Kövesi, despre care acesta spunea că și-a depășit atribuțiile atunci când a demarat o investigație asupra modului în care guvernul a adoptat OUG 13/2017. Poziția lui Toader pe legile justiției a fost contestată și de societatea civilă care i-a cerut demisia într-o serie de proteste de stradă în mai multe orașe din țară. Președintele Klaus Iohannis a cerut la rândul său demisia lui Tudorel Toader după adoptarea OUG nr. 92/2018 promovată de acesta. Ordonanța a fost criticată de Comisia de la Veneția, opoziție, magistrați și președinte, invocând mai multe nereguli în ceea ce privește statutul procurorilor în raport cu ministrul Justiției, procedura de revocare a membrilor CSM și pensionarea anticipată a magistraților. Curtea de Apel București a sesizat Curtea Constituțională cu o excepție de neconstituționalitate referitoare la două articole din ordonanță, în timp ce o decizie a Consiliului Suprem al Magistraturii din 17 octombrie 2018 a anulat efectele imediate ale acesteia. Pe fondul acestor critici, în octombrie 2018, 25 de grupuri civice au semnat o scrisoare deschisă prin care au cerut Senatului Universității „Alexandru Ioan Cuza” revocarea lui Toader din funcția de rector, din care s-a suspendat atunci când a preluat mandatul de ministru al Justiției.
În ședința Comitetului Executiv al PSD din 17 aprilie 2019, liderii partidului au votat retragerea sprijinului politic pentru Tudorel Toader. În aceeași zi, premierul Viorica Dăncilă a anunțat că Eugen Nicolicea va fi propunerea PSD pentru funcția de ministru al Justiției în locul lui Tudorel Toader. Unii lideri ai partidului s-au declarat nemulțumiți de refuzul lui Toader de a realiza ordonanțele de urgență pentru modificarea codurilor penale și contestația în anulare. O zi mai târziu, Tudorel Toader a anunțat că va demisiona din funcție, dar va rămâne în minister până la publicarea în Monitorul Oficial a decretului de numire a noului ministru. Eugen Nicolicea a fost respins de președintele Klaus Iohannis, astfel că Dăncilă a fost nevoită să numească un interimar, Ana Birchall; propunerea a fost acceptată de președinte pe 24 aprilie.

## Lucrări publicate
Tudorel Toader este autorul mai multor lucrări de drept penal:
- Explicațiile noului Cod penal, vol. I–V (coordonator și coautor), Editura Universul Juridic, București, 2015;
- Dialogul judecătorilor constituționali (coautor), Editura Universul Juridic, București, 2015;
- Constituția României – decizii CCR, hotărâri CEDO, hotărâri CJUE, legislație conexă (coautor), Editura Hamangiu, București, 2015;
- Ghid de admisibilitate la Curtea Constituțională a României (coautor), Editura Hamangiu, București, 2016;
- Constituția României reflectată în jurisprudența constituțională, Editura Hamangiu, București, 2011;
- Noul Cod penal. Comentarii pe articole (coordonator și coautor), Editura Hamangiu, București, 2014;
- Noul Cod penal și Noul Cod de procedură penală, Editura Hamangiu, București (5 ediții);
- Drept penal român. Partea specială, Editura Hamangiu, București (7 ediții)
- Infracțiunile prevăzute în Legile speciale, Editura Hamangiu, București, 2007;
- Codul penal și Codul de procedură penală, Hotărâri CEDO, Decizii ale Curții Constituționale, Recursuri în interesul legii, ediție adnotată, Editura Hamangiu, București;
- Dicționarul personalităților juridice românești (în colaborare), Editura Hamangiu, București, 2008;
- Codul penal și Legile speciale (în colaborare), Editura Hamangiu, București, 2007;
- Legislația medicală (în colaborare), Editura All Beck, București, 2003;
- Infracțiunile prevăzute în legile speciale. Reglementare. Doctrină. Jurisprudență (în colaborare), Editura All Beck, București, 2003;
- Drept penal. Partea specială. Culegere de probleme din practica judiciară pentru uzul studenților, Editura All Beck, București, 2003;
- Drept penal. Partea specială, Editura All Beck, București, 2002;
- Drept penal român. Partea specială (în colaborare cu Octavian Loghin), Casa de editură și presă Șansa, București, 1994;
- Drept penal. Infracțiuni prevăzute în legile speciale, Editura Fundației Chemarea, Iași, 1993.

## Distincții
- 2012 – Ordinul Național „Steaua României” în grad de „Cavaler”[44]
- 2012 – Ordinul „Sfinții Împărați Constantin și Elena”[4]
- 2013 – Doctor honoris causa al Universității „Bogdan Petriceicu Hașdeu” din Cahul[45]
- 2015 – Premiul „Anibal Teodorescu”, conferit de către Uniunea Juriștilor din România pentru lucrarea Dialogul judecătorilor constituționali[4]
- 2015 – Premiul „Vintilă Dongoroz”, conferit de către Uniunea Juriștilor din România, pentru lucrarea Explicațiile noului Cod penal[4]
- 2017 – Doctor honoris causa al Universității din Craiova[46]
- 2021 – Doctor honoris causa al Universității din Odesa